# Eucalyptus deglupta
Espèce
Classification phylogénétique
Eucalyptus deglupta, l'eucalyptus arc-en-ciel, est une espèce de plantes à fleurs de la famille des Myrtaceae et du genre Eucalyptus. C'est un arbre originaire des Philippines.

## Localisation
Cet arbre est originaire de l'île de Mindanao dans les Philippines. On le trouve aussi naturellement à Hawaï, en Nouvelle-Bretagne, Nouvelle-Guinée, Céram et Célèbes mais il est cultivé un peu partout dans le monde pour faire de la pâte à papier.
On le trouve en Polynésie française. C'est le seul membre de son genre à ne pas être originaire de l'Australie[réf. nécessaire].

## Utilisation
L'arbre est aussi cultivé pour son tronc décoratif. En effet il perd en permanence son écorce lisse qui se détache en fins et longs lambeaux et qui change progressivement de couleur en vieillissant : d'abord d'un vert pâle, elle commence par foncer avant de devenir bleue, violette puis orange et enfin marron ce qui explique le nom vernaculaire de l'arbre.

## Caractéristiques
Il peut mesurer jusqu'à 75 mètres de haut et a des fleurs blanches. Il supporte de nombreux types de sols mais préfère vivre dans les régions tropicales humides. Il peut supporter le gel pendant de courtes périodes.

## Galerie

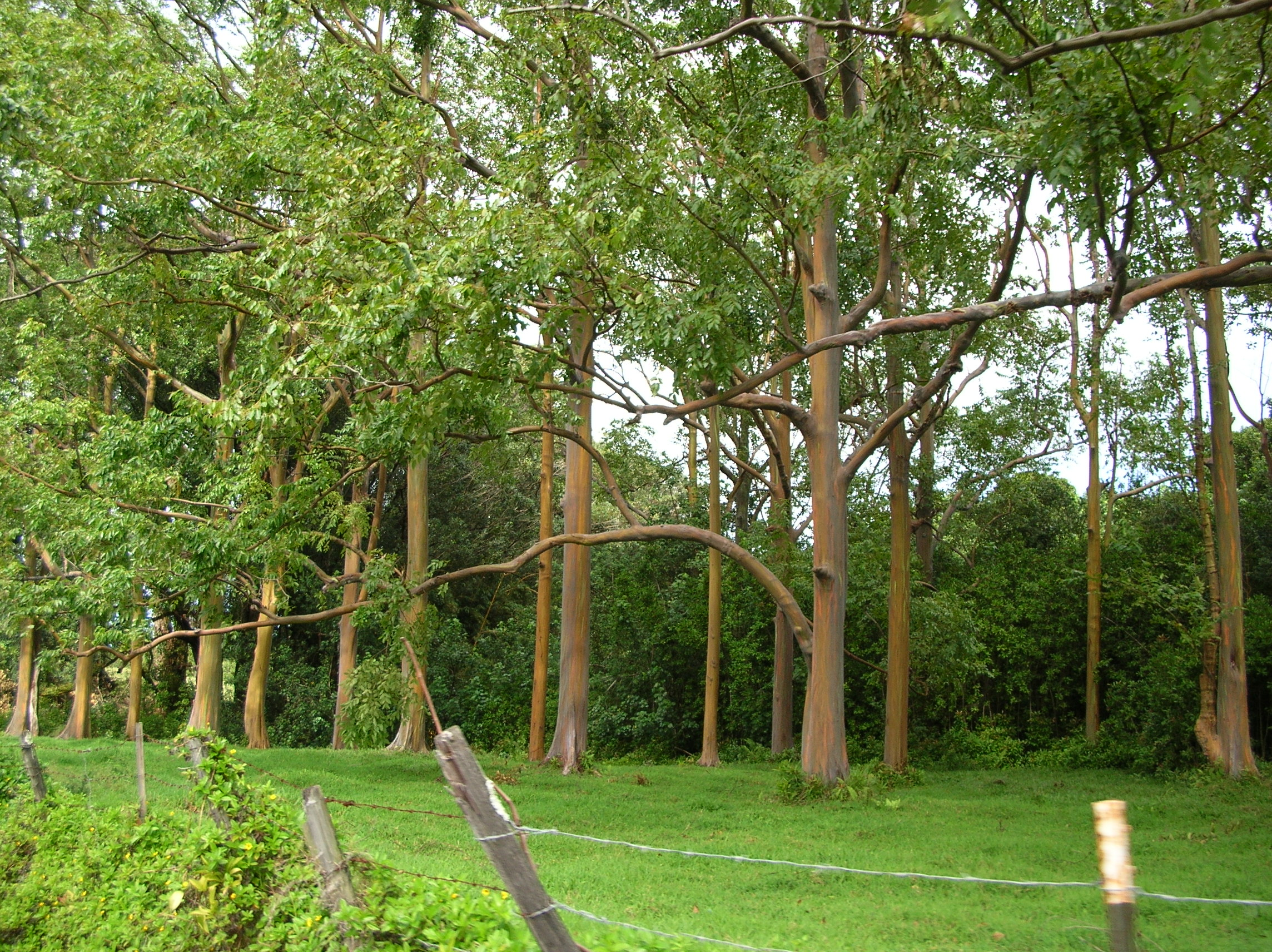
Forêt d'Eucalyptus deglupta à Maui (Hawaii).
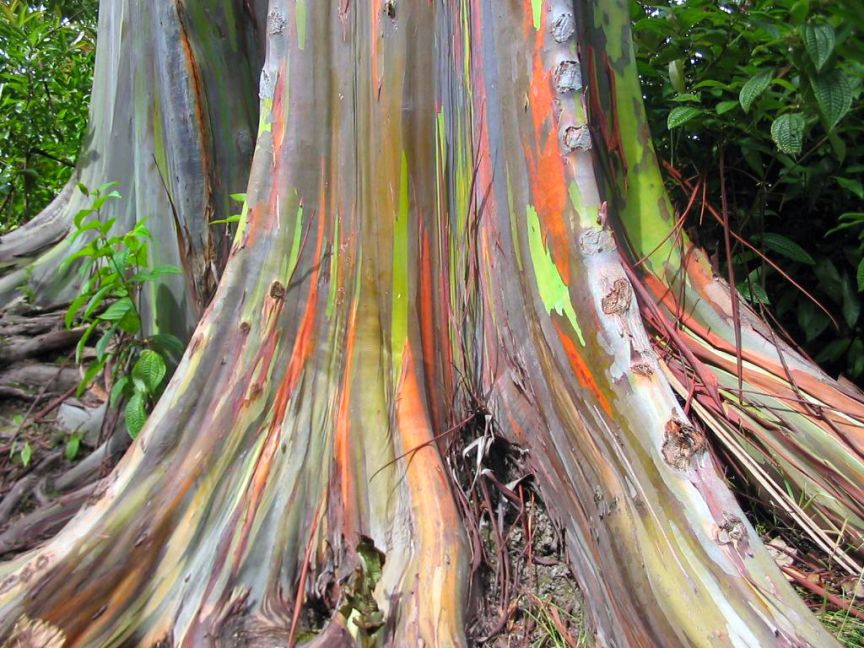
Bas du tronc d'Eucalyptus deglupta.
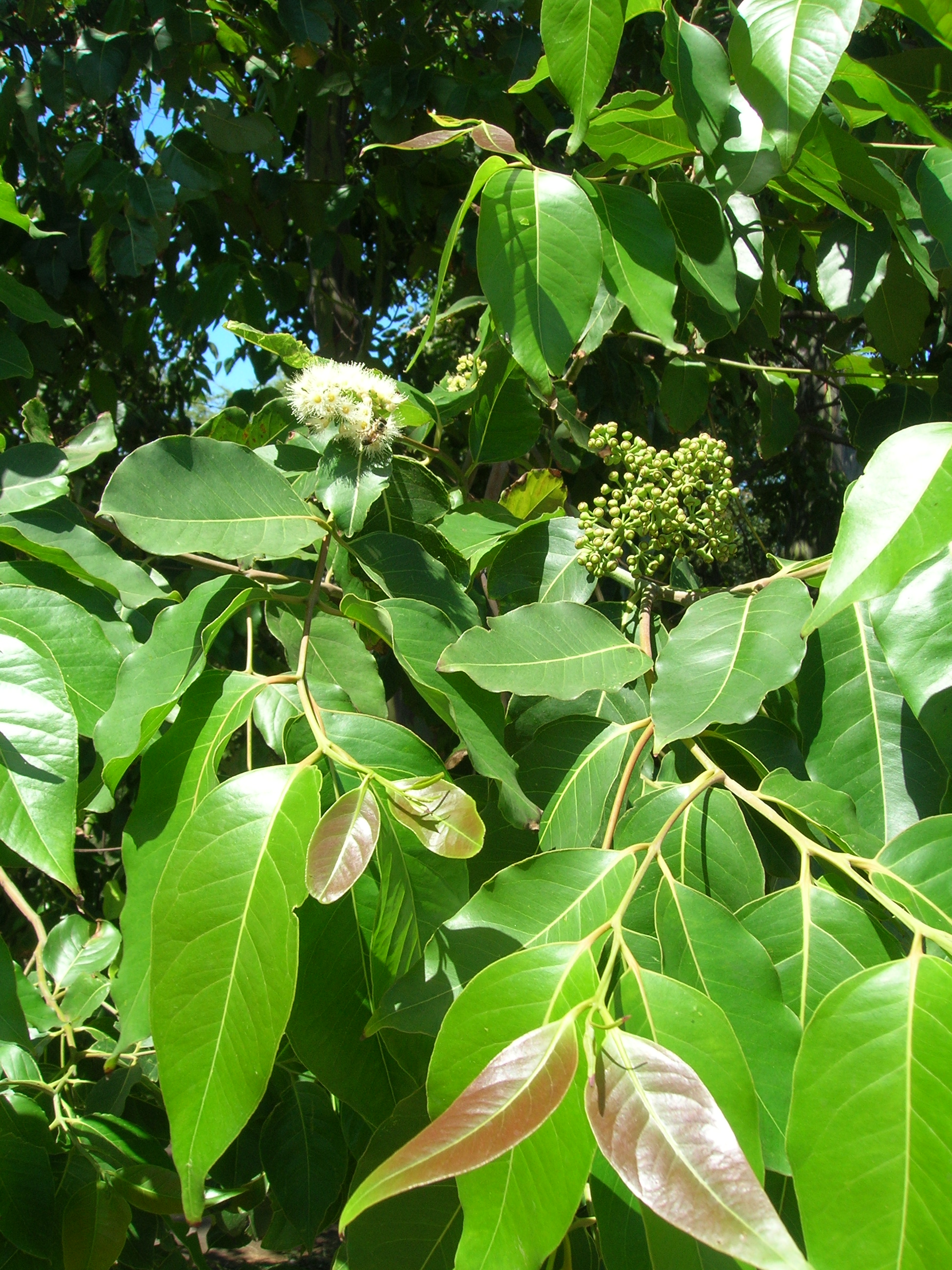
Feuille d'Eucalyptus deglupta.
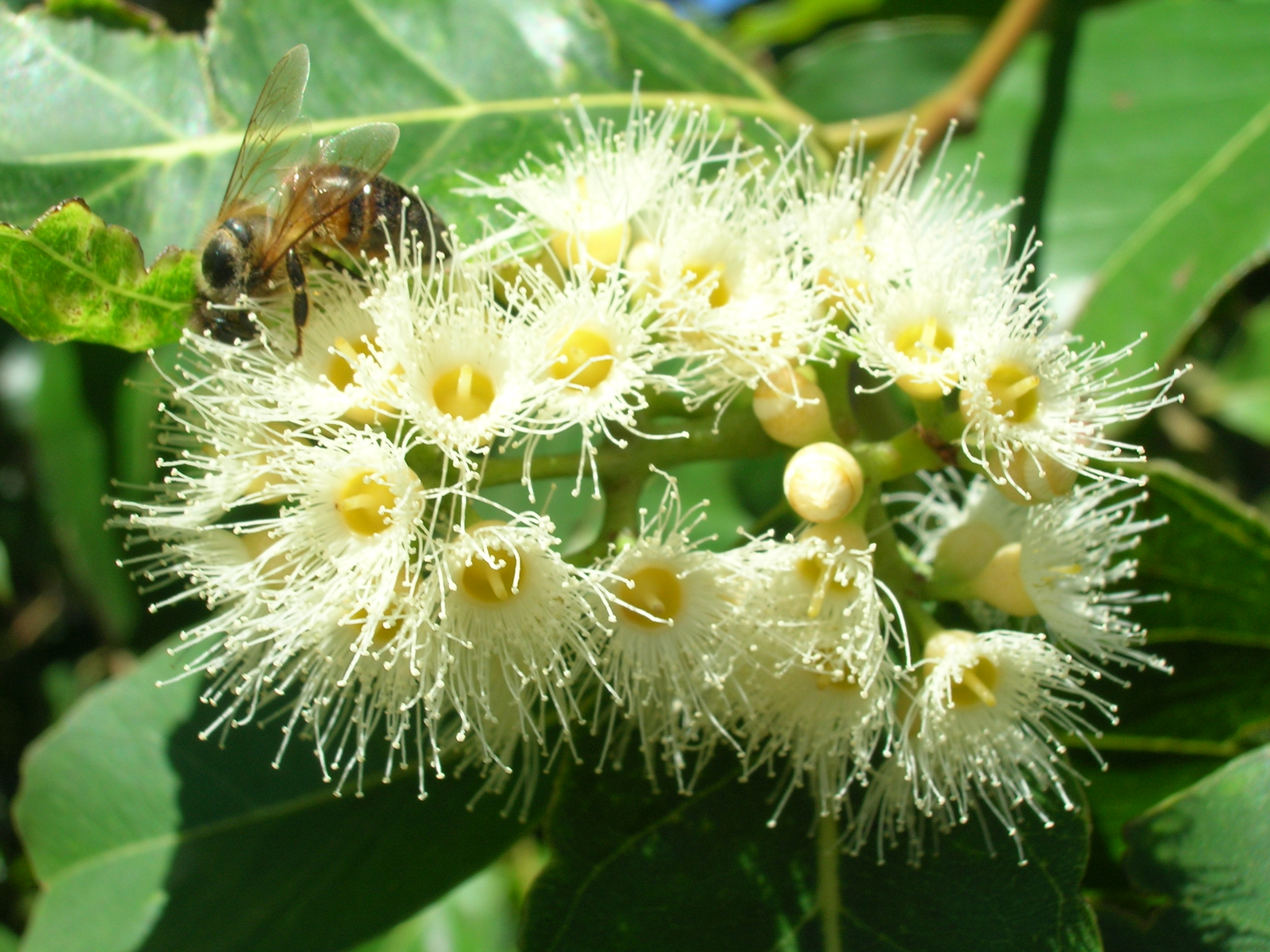
Fleur d'Eucalyptus deglupta.
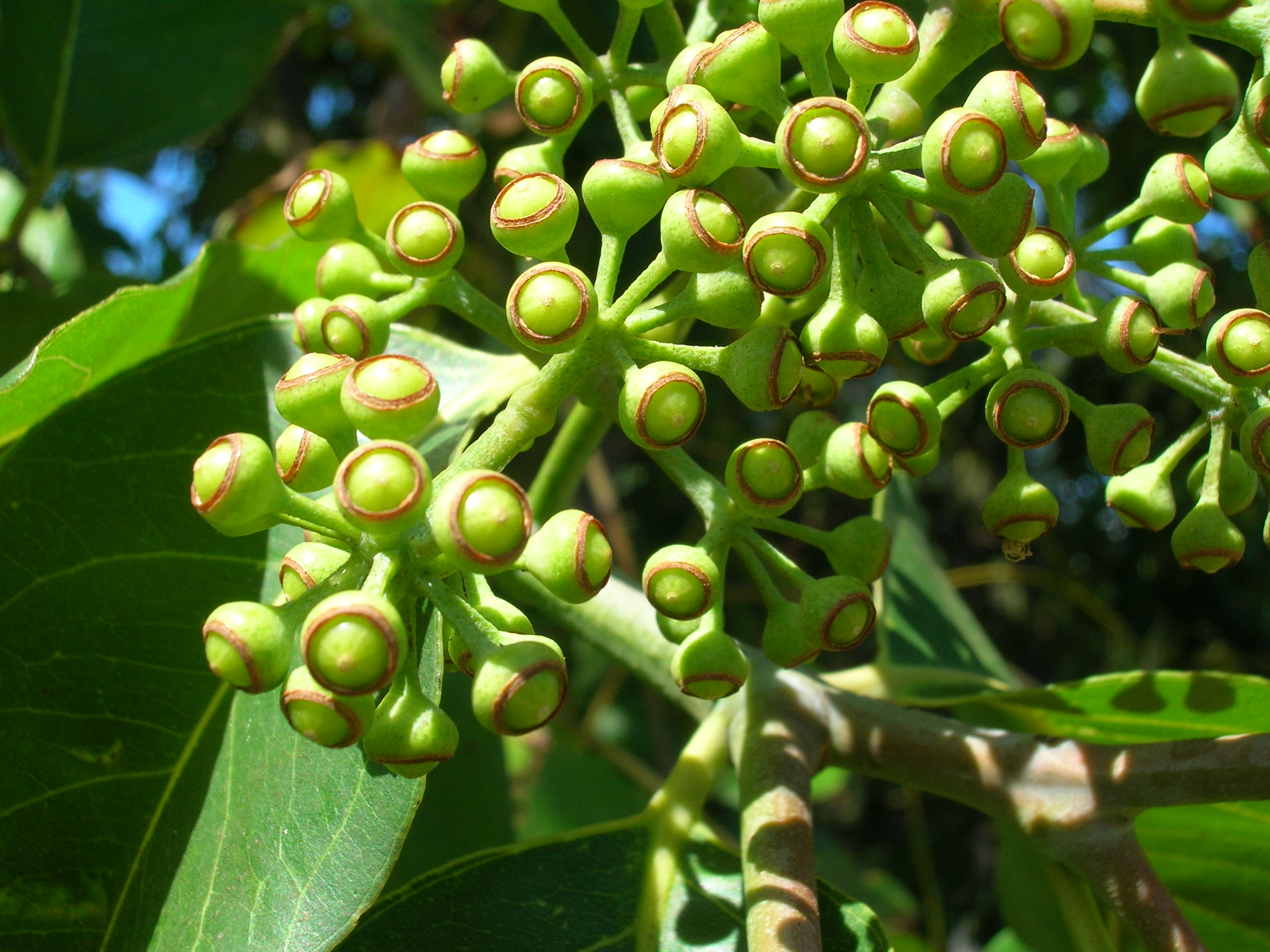
Fruit non mûr d'Eucalyptus deglupta.
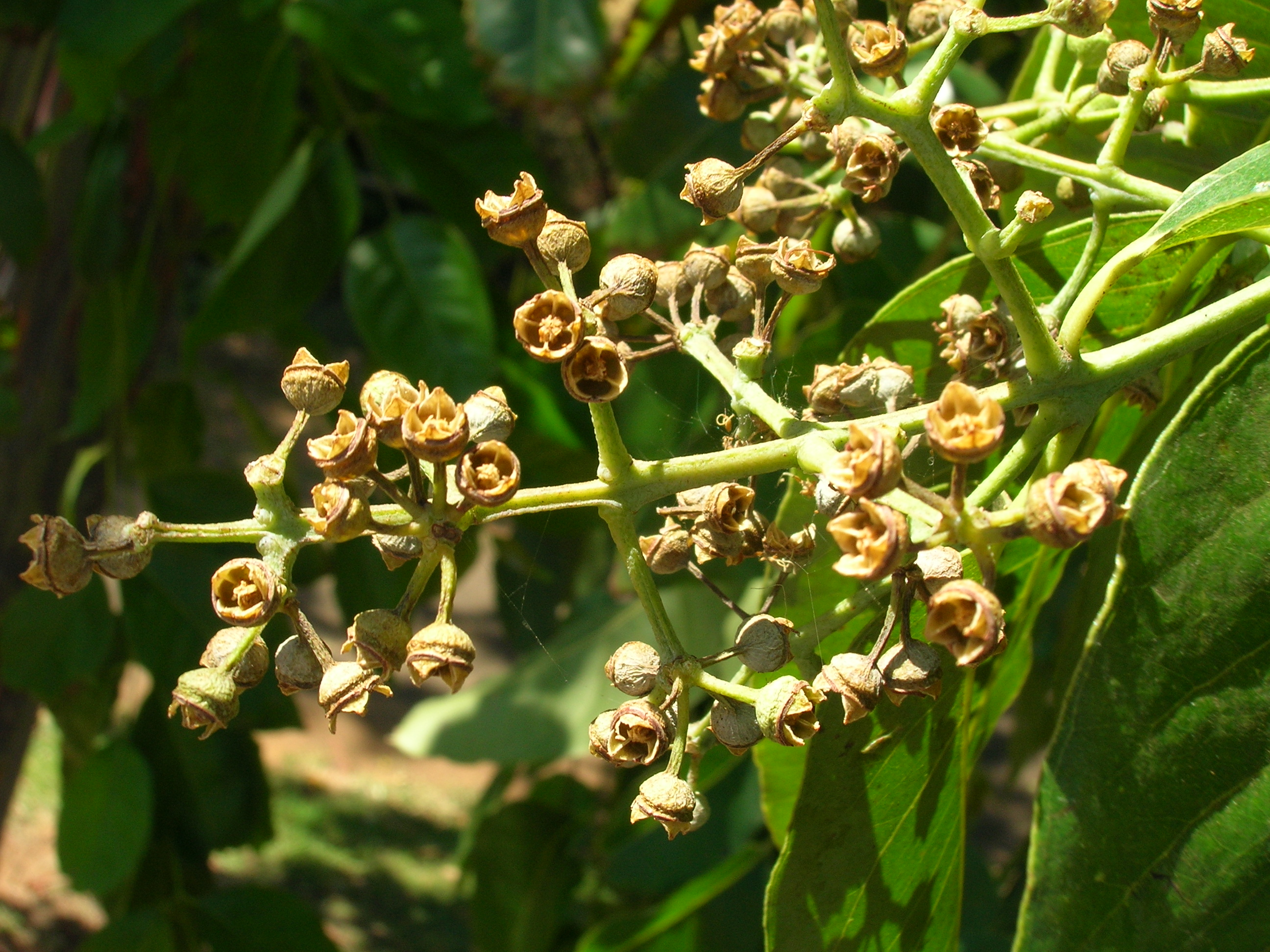
Fruit mûr d'Eucalyptus deglupta.